# Мариано V Аборейский
Мариано V де Арборея (итал. Mariano V d'Arborea; 1378/1379 — 1407) — судья Арбореи с 1387 года до своей смерти.

## Биография
Второй сын Элеоноры Арборейской (1340—1404) и её мужа, знатного генуэзца Бранкалеоне Дориа (ок. 1343—1409). Младший брат судьи Федерико ди Арбореа (1377—1387), правившего при регентстве их матери, знаменитой Элеоноры д’Арборея.
Он родился в Кастельдженовезе (сегодня Кастельсардо) в 1378 или 1379 году. Его отец Бранкалеоне Дориа принадлежал к известной династии генуэзского происхождения. После насильственной смерти его дяди Угоне III де Арборея и его дочери Бенедетты Мариано и его старший брат Федерико были признаны законными наследниками Арборейского юдиката под регентством их матери Элеоноры. Тем временем их отец, Бранкалеоне Дориа, находившийся в то время при арагонском дворе, был арестован королем Педро Церемониальным, просто как товар для шантажа против конкурента Арборея. В 1387 году его старший брат Федерико скончался, и поэтому Мариано остался единственным наследником, а его мать продолжила борьбу против Арагонской короны. Однако 24 января 1388 года Элеоноре удалось подписать пакт со своими врагами, который принес мир и признание Мариано сувереном.
В 1391 году Мариано сопровождал своего отца в оккупации Сассари и Осило; ему было четырнадцать, когда в 1392 году его мать обнародовала Carta de Logu, провозгласившую его совершеннолетним. Первым своим действием он немедленно подтвердил уже заключенные пакты с Арагоном, но власть в действительности почти всегда оставалась в руках его отца Бранкалеоне Дориа и матери Элеоноры, умерших в 1403 году.
Вскоре после этого было решено женить его сначала на Маргарите Прадесской, двоюродной сестре короля Арагона и его будущей жене. Но переговоры не увенчались успехом, и тогда Бранкалеоне Дориа обратился к графу Арманьяку, одному из самых могущественных французских дворян, который, помимо того, что мог оказать помощь сардинцев, имел племянницу. Несмотря ни на что, эти переговоры также провалились. Мариано V скончался от чумы в 1407 году, не оставив прямых наследников и тем самым вызвав кризис престолонаследия, который разрешился в пользу Вильгельма III Нарбоннского, племянника его тети Беатриче.